# باشگاه فوتبال زنان نسف قارشی
باشگاه فوتبال نسف قارشی یک تیم فوتبال زنان حرفه ای در قارشی ازبکستان است.